# Umrao Jaan
Umrao Jaan (Urdu: امراؤ جان, Hindi: उमराव जान) è un film indiano del 2006 diretto, scritto e prodotto da J.P. Dutta. Il film è la storia della tawaif (cortigiana) del titolo, interpretata da Aishwarya Rai. Altri protagonisti nella pellicola sono Shabana Azmi, Sunil Shetty, Abhishek Bachchan, Divya Dutta, Himani Shivpuri e Kulbhushan Kharbanda. Il film ha incassato $1.371.723.

## Trama
Nell'anno 1840, una ragazza di nome Amiran viene rapita dalla sua famiglia a Faizabad e venduta a Khanum Jaan, la signora di un bordello di Lucknow che insegna ai giovani cortigiani. Ribattezzata Umrao Jaan, Amiran si trasforma in una donna colta addestrata ad affascinare uomini  ricchi e raffinati.
Umrao cattura l'attenzione di Nawab Sultan e i due si innamorano, ma la relazione finisce quando Nawab le rivela che deve sposarsi per compiacere la sua famiglia. Umrao  quindi si infatua del capo bandito Faiz Ali, che la corteggia e vince il suo cuore. Scappa con lui, ma è costretta a tornare a Lucknow dopo che Ali è stato ucciso dalla polizia locale.
Qualche tempo dopo, i soldati britannici attaccano Lucknow e gli abitanti sono costretti a fuggire. La parte di rifugiati di Umrao si ferma in un piccolo villaggio, che Umrao riconosce come Faizabad. I residenti non riescono a riconoscerla, tuttavia, e le chiedono di ballare per il loro piacere.
In seguito, si riunisce con la sua famiglia, che le credeva morta. Sua madre è felice di dare il benvenuto a Umrao, ma suo fratello le vieta di tornare e ordina a Umrao di non tornare mai più. Torna a Lucknow per trovare il bordello saccheggiato e abbandonato.